# Dallasimyia bosqi
Dallasimyia bosqi är en tvåvingeart som beskrevs av Blanchard 1944. Dallasimyia bosqi ingår i släktet Dallasimyia och familjen parasitflugor. Inga underarter finns listade i Catalogue of Life.